# Warwick Brown
Warwick Brown (Sídney, 24 de diciembre de 1949) es un expiloto australiano de automovilismo. Fue campeón de la Tasman Series y bicampeón de la Rothmans International Series, además fue subcampeón en la Can-Am y participó en un Gran Premio de Fórmula 1.

## Carrera deportiva
A inicios de los años 70, debutó en el Campeonato Australiano de Pilotos con una McLaren de Fórmula 2. En 1972, debutó en la Tasman Series, el campeonato australiano y neozelandés disputado en esos años bajo el reglamento de Fórmula 5000. Dos años más tarde, obtuvo su primera victoria en la categoría con un Lola T332-Chevrolet.

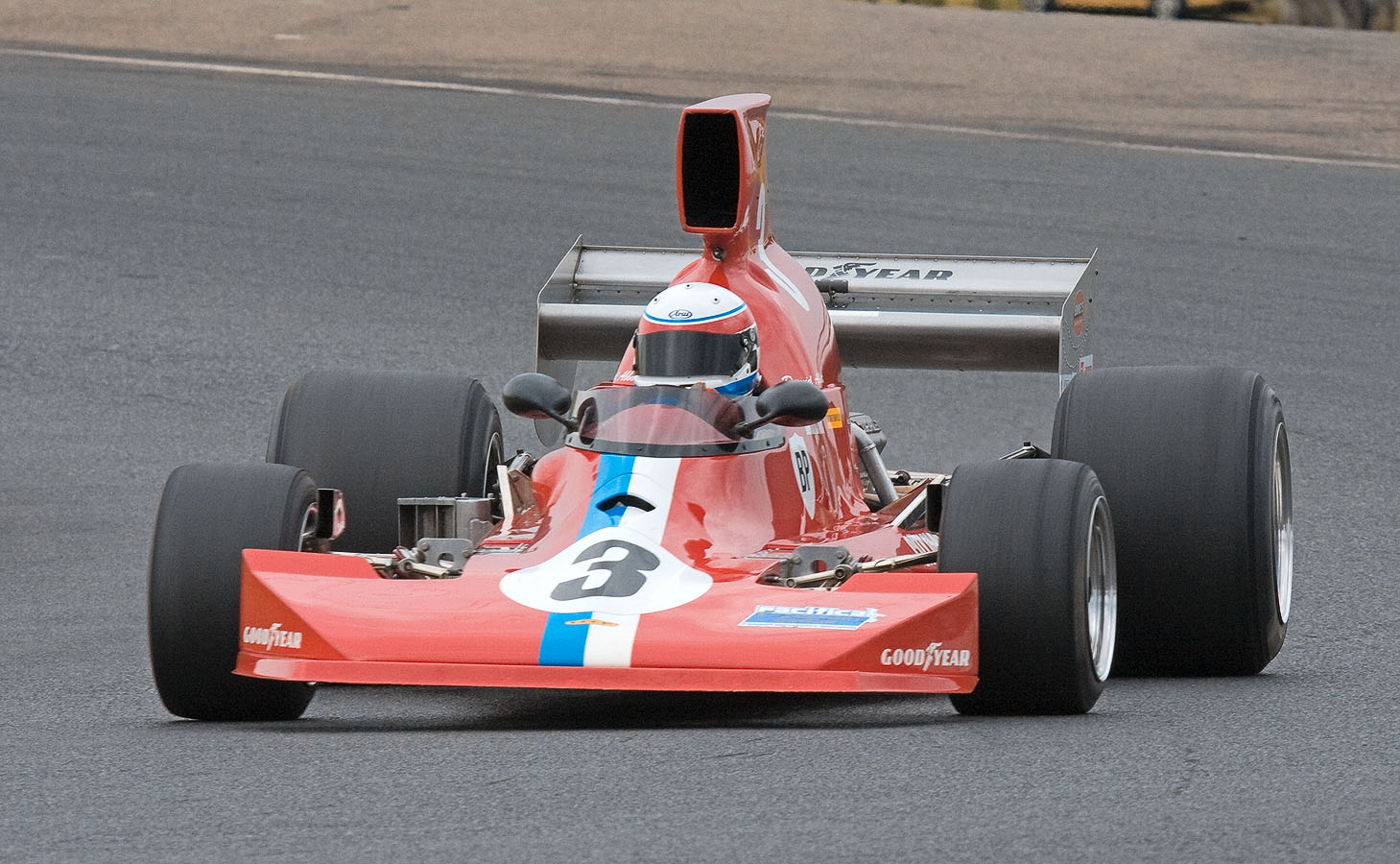
Lola T430 con el que compitió en 1977.

En 1975, con dos victorias y cuatro podios, ganó el campeonato de la Tasman Series con un punto de ventaja sobre Graeme Lawrence y Johnnie Walker. En 1977 y 1978, Brown fue campeón de la Rothmans International Series, logrando un total de seis victorias en ocho carreras. Además, ganó el Gran Premio de Nueva Zelanda de 1975 y el Gran Premio de Australia de 1977, ambas carreras de F5000.
En 1976, mientras competía en la Fórmula 5000 Estadounidense, Brown tuvo su única participación en Fórmula 1. Fue parte del Gran Premio de los Estados Unidos con un Wolf-Williams FW05-Ford Cosworth. Finalizó 14.º (último) a cinco vueltas del ganador.
En 1978 también compitió en la Can-Am con un Lola T333CS-Chevrolet, donde fue subcampeón detrás de Alan Jones, habiendo logrado un triunfo. Se retiró en 1980.

## Resultados

### Fórmula 1
(Clave) (negrita indica pole position) (cursiva indica vuelta rápida)

| Año     | Escudería          | 1   | 2   | 3   | 4   | 5   | 6   | 7   | 8   | 9   | 10  | 11  | 12  | 13  | 14  | 15     | 16  | Pos. | Puntos |
| ------- | ------------------ | --- | --- | --- | --- | --- | --- | --- | --- | --- | --- | --- | --- | --- | --- | ------ | --- | ---- | ------ |
| 1976    | Walter Wolf Racing | BRA | RSA | USW | ESP | BEL | MON | SWE | FRA | GBR | GER | AUT | NED | ITA | CAN | USA 14 | JPN | NC   | 0      |
| Fuente: |                    |     |     |     |     |     |     |     |     |     |     |     |     |     |     |        |     |      |        |